# Adolf Schmeyers
Gerhard Diedrich Carl Adolf Schmeyers (* 16. Juni 1874 in Oldenburg (Oldb); † 2. Juli 1941 ebenda) war ein deutscher Geodät und Obervermessungsdirektor des Freistaats Oldenburg.

## Lebenslauf
Schmeyers war der Sohn des Bahnhofvorstehers Johann Diedrich Schmeyers. In Oldenburg besuchte er die Oberrealschule und studierte von 1894 bis 1896 Vermessungswesen und Landeskulturtechnik an der Technischen Hochschule in München.
1899 folgte die Staatsprüfung und Schmeyers wurde als Regierungsgeometer in den oldenburgischen höheren Vermessungs- und Landeskulturdienst übernommen.
Ab 1904 bis 1907 war er als Bezirksvermessungsbeamter für das Amt Rüstringen tätig und wurde 1907 als Hilfsarbeiter zur Vermessungsdirektion nach Oldenburg versetzt. 1923 wurde er Leiter des Vermessungs- und Katasterwesens. Der Zweite Weltkrieg verhinderte seinen Eintritt in den Ruhestand. Nach dem Krieg folgte ihm Fritz Diekmann als sein Amtsnachfolger.

## Forschung und Veröffentlichungen
Während seiner dienstlichen Tätigkeit bemühte sich Schmeyers vor allem um die Pflege der Landeskartenwerke Oldenburgs. 1911 erschien eine mehrfarbige Entfernungskarte im Maßstab 1 : 50.000 in neun Blättern. Eine neunfarbige Verwaltungskarte im Maßstab 1 : 100.000 sowie eine Schulkarte im Maßstab 1 : 400.000 ergänzten die Reihe seiner Landeskartenwerke. Als 1937 bei der Durchführung der Reichsbodenschätzung in den Hochmoorgebieten die Höhe des mineralischen Untergrundes und der Oberfläche der Moore ermittelt wurden, veranlasste er die Darstellung der Ergebnisse in Moorplanungskarten im Maßstab 1 : 10.000.
Weiterhin engagierte sich Schmeyers für die Heimatforschung  und förderte mit der Aufstellung der oldenburgischen Flurnamenkartei (1927–1933) sowie durch eine „Anweisung für die Flurnamensammler“ die Möglichkeiten zur Auswertung der Landesvermessungskarten und -bücher. Zur Orts- und Flurnamenforschung veröffentlichte er mehrere Schriften und hielt Vorträge, die neben sprachlichen und archivalischen Quellen auch die topographischen Verhältnissen des Landes berücksichtigten.